# 绣花鞋 (电影)
《绣花鞋》（英語：Blood Stained Shoes）是一部民国时期背景的惊悚悬疑电影，由叶伟民执导，文隽编剧，林心如、莫小棋等主演，主要讲述了1948年战争之后发生在江南水乡的一系列命案背后的故事。该片于2012年3月31日全国公映，以4450万成为2012年中國內地惊悚片票房冠军。

## 剧情
《繡花鞋》講述了1948年的某江南水鄉，壯年男子都被征去當兵，剩下的都是有殘疾的男人及老弱婦孺。車夫丁大山在破廟的離奇死亡打破了這個水鄉的平靜，從現場遺留的六寸半鞋印及一隻繡花鞋來看，疑凶的焦點落在了以刺繡聞名的蘇二身上。案件被認為是通姦謀殺，傳統守舊的鄉紳帶領鄉民瘋狂地將蘇二處以“浸豬籠”極刑，遺下蘇二一雙未成年的兒女絕望無助。可是自此之後，水鄉接二連三發生命案，先是編豬籠的程南之妻被竹片穿心而死，接著又有鄉紳離奇死亡，更有甚者看見蘇二在夜晚的水鄉飄然出現，到底背後的真相是什麼......

## 演出
| 演员     | 角色     | 备注 |
| 林心如   | 苏二     | 沈宣青之妻，育有一双儿女沈颐与沈和。苏二端庄秀丽，一手精致的女红远近闻名。她看上去不过是个柔弱女子，但却拥有女性独有的坚韧。宣青被拉去当兵后，全靠她一针一线养活全家，虽然艰苦，但跟两个乖巧的子女倒也苦中作乐。 |
| 莫小棋   | 许氏     | 沈宣白之妻，以造酒为生。虽然她平时都是作粗布干活的打扮，但浑身透着一股隐藏不住的性感，令身边不少男人垂涎。虽然她也有身为女人的欲望，但她并没有动过二心。因为她爱着宣白，苦苦等待他的回来。然而当他真的回来，与之前已经判若两人，战争不仅夺去他的双腿，连他作为男人的能力也一并剥夺。她该怎么度过余生？许氏选择了听从自己的内心，顺从自己的本能，清楚地分清欲望与爱情。放在今天她会是位藐视世俗挑战陈规的新女性，但是在那样的时代那样的地点，注定容不下她这样一个女人，中元節夜晚放過水燈，她喝醉又和丈夫吵架離家，在破廟前將丁大山當作沈宣白而出軌，但是后来被放出来，重获自由。 |
| 惠英红   | 贞夫人   | 年轻时丧夫，受封建礼教毒害至深，泯灭人性守寡多年，终于熬到了一座贞节牌坊，从封建礼教的受害者蜕变成维护者，心理扭曲，最看不惯苏二这种不守妇道的女人。她加入到迫害苏二的人群中，最终离奇惨死，成为幕后黑手的牺牲品。 |
| 叶子淇   | 何楚君   | 乡小学年轻的女教师，来自上海的新派青年。大学毕业后抱着一腔理想主义来到这个小地方，希望实现自己教化民众的理想。虽然孩子们都很喜欢他，但是在这个穷乡僻壤，人们已经以自己的方式生活数百年，她的新派显得格格不入。 |
| 邢岷山   | 王致远   | 乡理事，三十年前也是一个五四青年，受过教育，闹过革命，有过理想，曾经一腔热血。他一直向往外面的世界，如果不是为了爱人，他绝对不会回来这个愚昧偏僻的小水乡──他痛恨这里的一切。只是在妻女惨死之后，他在现实的洪流中渐渐被磨平棱角，直到完全变成另一个人：扭曲、疯狂、充满仇恨。殺死族長和貞夫人，当他终于如愿以偿离开了这里，最終被上海地痞抢劫刺杀。 |
| 唐文龙   | 沈宣白   | 沈家大哥。沈姓人家旧时曾是望族，如今已没落，剩下他们两兄弟持家，谁知又遭遇兵祸，两个男人都被抓去当兵。他参军的七十四师在孟良崮战役全军覆没，他却谜一样地得以逃生，在战争中失去右腿。 |
| 景岗山   | 程南     | 乡里的木匠，许氏的姘头。因为和许氏偷情被发现，狠心杀害了自己的妻子，并伙同许氏将现场伪装成苏二鬼魂杀人，造成村民一阵恐慌。最终被宣白发现他与许氏的奸情，在拉扯中失手杀害了宣白。最终被乡亲发现奸情后入狱，而后疯癫 |
| 原岛大地 | 沈凌     | 沈宣白與許氏之子。俊朗清秀，沈默寡言，正是青春期，不知不覺中開始性萌醒。因母親忙於養家，他從體貼的嬸嬸蘇二身上感受到關懷，在荷爾蒙的作用下變成了另外一種情愫。蘇二是他心目中神聖的女神，他抑制着躁動的身體，堅守着女神的神聖不可侵犯──不惜一切代價，之後看見母親背叛父親，怒不可遏撿起石頭砸死丁大山。 |
| 肖逾臻   | 沈颐     | 沈宣青、苏二之女。 |
| 黄奕阳   | 沈和     | 沈宣青、苏二之子。 |
| 陈晓东   | 沈宣青   | 沈家二弟。他不是一個大男人，有時候甚至顯得懦弱。但這並不影響蘇二對他的愛，在他離開太久之後，他只存在於蘇二的回憶中，成為一個象徵，一個動力，一個支撐蘇二在這浮生亂世活下去的希望。 |
| 韩志     | 丁大山   | 車夫，意圖性侵苏二未遂，最後被沈凌殺死。 |
| 刘微     | 程南妻子 | |

## 制作
林心如的形象是“红衣女鬼”，“阴森鬇鬡”。
由于1948年中华民国时期的女性不穿内衣（胸罩），所以香港导演叶伟民要求林心如不穿内衣来做到逼真、符合时代背景。